# Rovaš
Rovaš (engl. tally stick, njem. Kerbholz, tal. bastone da conteggio ili taglia, franc. bâton de comptage ili taille, češki vrubovka, slovenski rovaš, mađarski raboš) je naprava za bilježenje novčanih i drugih iznosa. Najčešće je bio izrađen od komada drva koje bi se prelomilo po dužini nakon što bi se na njima urezalo znakove. Uredno su se mogli spojiti samo dijelovi istog rovaša, te bi se njihovim spajanjem moglo prepoznati jesu li podatci koje imaju dužnik i vjerovnik jednaki: oni dijelovi koji nisu bili na oba dijela nisu se smatrali vjerodostojnima. Koristili su se radi bilježenja novčanih dugova (kod poreza, kod kocke, dugova u krčmama), kao i količina u raznim poslovima - s drvom, tkaninama, stokom, raznim građevnim materijalima itd. Rovaš je kao isprava bio precizan, nije zauzimao mnogo mjesta, mogao se s drugim rovašima nizati na konopac, kako je rađen od čvrstog materijala mogao se lako prenositi i čuvati i ondje gdje nisu postojali uredi, a koristiti su ga znali i nepismeni ljudi samo ako su znali brojati. U nekim slučajevima bi vjerovnik urezivao na svoj rovaš dodatne podatke prije sravnjivanja s dužnikovim rovašem - primjerice bi tako krčmari za nekog gosta upisali manji dodatni dug čak i ako gost ne bi odmah pružio svoju polovicu rovaša.

U raznim dijelovima svijeta koristili su se rovaši izrađeni od kosti, metala, kože i drugih materijala. Smatra se da su rimske brojke nastale od rovašnih znakova koji su korišteni u antici.
Rovaši su nerijetko predstavljali isprave o važnim poslovima; primjerice su u Engleskoj pomoću rovaša ("tally stick", četvrtastih štapića dugačkih oko 15 cm koji su nosili podatke o iznosima i osobama koje su nešto dugovale ili plaćale) vođene evidencije o porezima koji su pristizali u središnju državnu blagajnu, i to u cijelosti do 1783. godine, a djelomično sve do 1826. godine. U engleskom parlamentu je nakon 1826. godine ostala znatna arhiva takvih financijskih rovaša - makar su se periodično stari rovaši koristili za ogrjev, ostale su ondje dvije veće sobe pune drvenih prutića - te je od njih 1834. godine izbio požar koji je uništio cjelokupnu zgradu parlamenta.
Rovaše (franc. tallies) se do danas spominje u paragrafu 1333. francuskog građanskog zakona Code Civil, nastaloga u vrijeme vladavine Napoleona 1804. godine.
U nekim slučajevima bi dužnik - nerijetko državna blagajna - bio obvezan isplatiti dug onoj osobi koja bi mu donijela vjerovničku polovinu rovaša. Kako se u Engleskoj vjerovnička polovina rovaša ("tally") zvala "stock" (osnova), kasniji vrijednosni papiri su se na engleskom govornom području do danas nastavili zvati "stock".